# Schloss Schwandegg

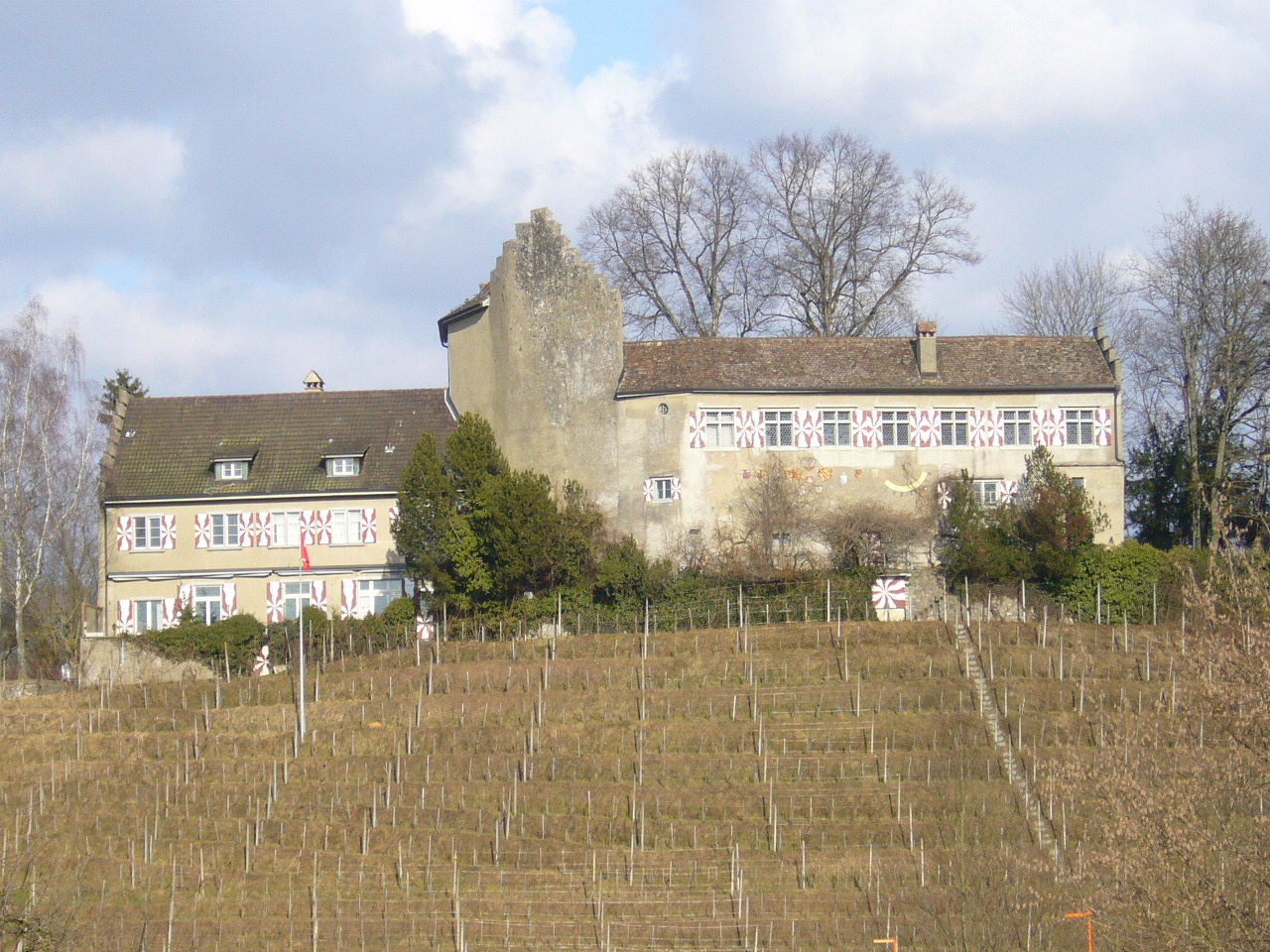
Schloss Schwandegg

Schloss Schwandegg liegt auf einem 30 Meter hohen Hügel nordwestlich des Dorfes Waltalingen im Kanton Zürich.

## Geschichte
Das Geschlecht derer von Schwandegg baute die Burg. Die Burg kam nach deren Aussterben an Hans von Münchwil, 1470 an die Familie von Schönau, 1502 an Gregorius von Roggwil, Obervogt zu Konstanz, 1537 an den Bauern Anton Hermann, unter dem die Anlage mehr und mehr verfiel.
1553 kaufte sie der Konstanzer Bürgermeister Thomas Blarer. Danach wechselte die Burg mehrfach ihren Besitzer. 1614 gelangte Tobias Schmelz von Kempten in den Besitz von Burg Schwandegg. Zeitweise beschäftigte er auf der Burg viele Bauleute, die damals wohl den Südostflügel neu erbauten. 1640 kam die Burg an Hans Steiner von Winterthur, der alte Gebäude abtragen und neue errichten ließ. 1677 gehörte sie Hans Caspar Escher, 1770 dem Zürcher Rittmeister Hans Konrad Bürkli. Wiederum folgten einige Besitzerwechsel.
1933 brannte der Nordwestflügel nieder. 1974 kaufte der Kanton Zürich Schwandegg und restaurierte das Schloss. Heute befindet sich darin ein Restaurant mit einigen Zimmern zum Übernachten sowie ein Rittersaal, der gemietet werden kann.

## Geschlecht von Schwandegg

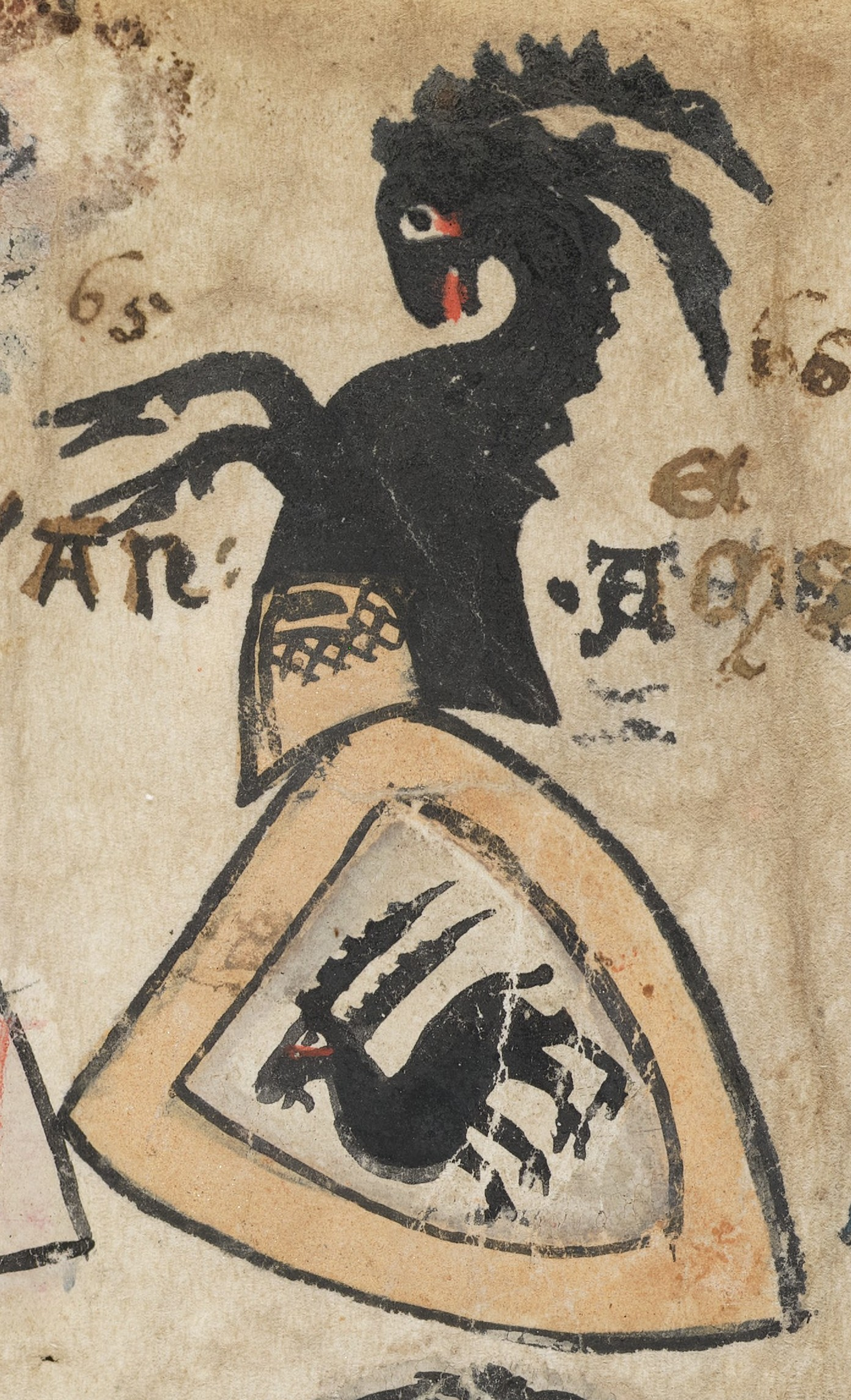
Wappen der der Herren von Schwandegg in der Zürcher Wappenrolle

Das Geschlecht derer von Schwandegg wird 1288 erstmals erwähnt. Ritter Heinrich von Schwandegg wird als Gefolgsmann des Hauses Habsburg bezeugt. 1413 starb die Familie im Mannesstamm aus.

## Namensträger
- Adelheid IV. von Schwandegg war 1402–1420 Äbtissin des adligen Damenstifts Schänis und damit Fürstin des Heiligen Römischen Reiches